# أوزيري
أوزيري، (بالإنجليزية: Ozieri)‏، (سردينيا: Otieri) هي بلدية، يقطن بها حوالي 11000 نسمة في محافظة ساساري، شمال سردينيا (إيطاليا)، في منطقة لوجوردو التاريخية.

## السكان
في سنة 1861 بلغ عدد السكان 7٬381 نسمة، وتطور العدد ليصل في سنة 2011 لـ 10٬881 نسمة.
يظهر هذا المخطط البياني تطور النمو السكاني لـ أوزيري

## توأمة
لأوزيري اتفاقيات توأمة مع:
- فيورانو مودينيزي

## أعلام
- فرانسيسكو فيرديز